# Cybianthus wurdackii
Cybianthus wurdackii là một loài thực vật có hoa trong họ Anh thảo. Loài này được G.Agostini ex Pipoly mô tả khoa học đầu tiên năm 1992.